# Pseudicius vankeeri
Pseudicius vankeeri là một loài nhện trong họ Salticidae.
Loài này thuộc chi Pseudicius. Pseudicius vankeeri được Metzner miêu tả năm 1999.